# Cité d'Ottawa
Pour les articles homonymes, voir Ottawa (homonymie).
Cité d'Ottawa fut une circonscription électorale fédérale de l'Ontario, représentée de 1867 à 1935.
C'est l'Acte de l'Amérique du Nord britannique de 1867 qui créa le district électoral de Cité d'Ottawa. Cette circonscription élira deux députés après 1872. Abolie en 1933, elle fut divisée en Ottawa-Ouest et Ottawa-Est.

## Géographie
En 1867, la circonscription de Cité d'Ottawa comprenait:
- La cité d'Ottawa.

En 1892, la circonscription perdit le district de New Edimburgh, ainsi que le quartier Rideau en 1903. Hintonburgh, Bayswater et Mechanicsville suivront en 1914.
En 1924, la circonscription comprenait une partie de la ville d'Ottawa délimitée par le canal Rideau, le chemin de fer du Canadien Pacifique, Somerset Street, Bayswater Avenue, Bayview Road et Mason Street jusqu'à la rivière des Outaouais.

## Députés
1. 1867-1882 — Joseph Merrill Currier, L-C
2. 1872-1874 — John Bower Lewis (en), CON
3. 1874-1878 — Pierre Saint-Jean, PLC
4. 1878-1887 — Joseph Tassé, CON
5. 1882-1887 — Charles H. Mackintosh, CON
6. 1887-1890 — William Goddhue Perley, CON
7. 1890-1893 — Charles H. Mackintosh, CON (2)
8. 1882-1896 — Honoré Robillard, L-C
9. 1893-1896 — James Alexander Grant, CON
10. 1896-1900 — William H. Hutchison, PLC
11. 1896-1907 — Napoléon Antoine Belcourt, PLC
12. 1900-1904 — Thomas Birkett, PLC
13. 1904-1908 — Robert Stewart, PLC
14. 1907-1908 — Jean-Baptiste Thomas Caron, PLC
15. 1908-1910 — Wilfrid Laurier, PLC
16. 1908-1911 — Harold B. McGiverin, PLC
17. 1910-1911 — Albert Allard, PLC
18. 1911-1921 — Alfred Ernest Fripp, CON
19. 1911-1921 — John Léo Chabot, CON
20. 1921-1925 — Harold B. McGiverin, PLC (2)
21. 1921-1925 — Edgar-Rodolphe-Eugène Chevrier, PLC
22. 1925-1926 — Stewart McClenaghan, CON
23. 1925-1926 — John Léo Chabot, CON
24. 1926-1935 — Edgar-Rodolphe-Eugène Chevrier, PLC (2)
25. 1926-1930 — Gordon Cameron Edwards, PLC
26. 1930-1935 — Thomas Franklin Ahearn, PLC

- CON = Parti conservateur du Canada (ancien)
- L-C = Parti libéral-conservateur
- PLC = Parti libéral du Canada